# Orphinus haemorrhoidalis
Orphinus haemorrhoidalis là một loài bọ cánh cứng trong họ Dermestidae. Loài này được Motschulsky miêu tả khoa học năm 1858.